# Атаманская улица (Новочеркасск)
Атама́нская улица — улица в центре Новочеркасска, протянувшаяся от Аксайской улицы до улицы Дубовского. Пересекает улицы Кавказскую, Александровскую, Генерала А. И. Лебедя, Комитетскую, Красноармейскую и Платовский проспект. Длина улицы составляет 1430 м. Движение общественного транспорта отсутствует. На участке между улицами Генерала А. И. Лебедя и Дубовского посередине проезжей части пролегает бульвар шириной 10 м. Панораму улицы замыкает Дом с совой. Атаманская составляет одну из сторон Площади Платова.
Улица хорошо озеленена: четыре ряда взрослых деревьев (два на аллее и два вдоль тротуаров). Застроена в значительной степени старинными одно-, полутора- и двухэтажными домами. На улице Атаманской сохранился Дом генерала Курнакова — один из первых построенных в городе.

## Достопримечательности

### Атаманская улица 37

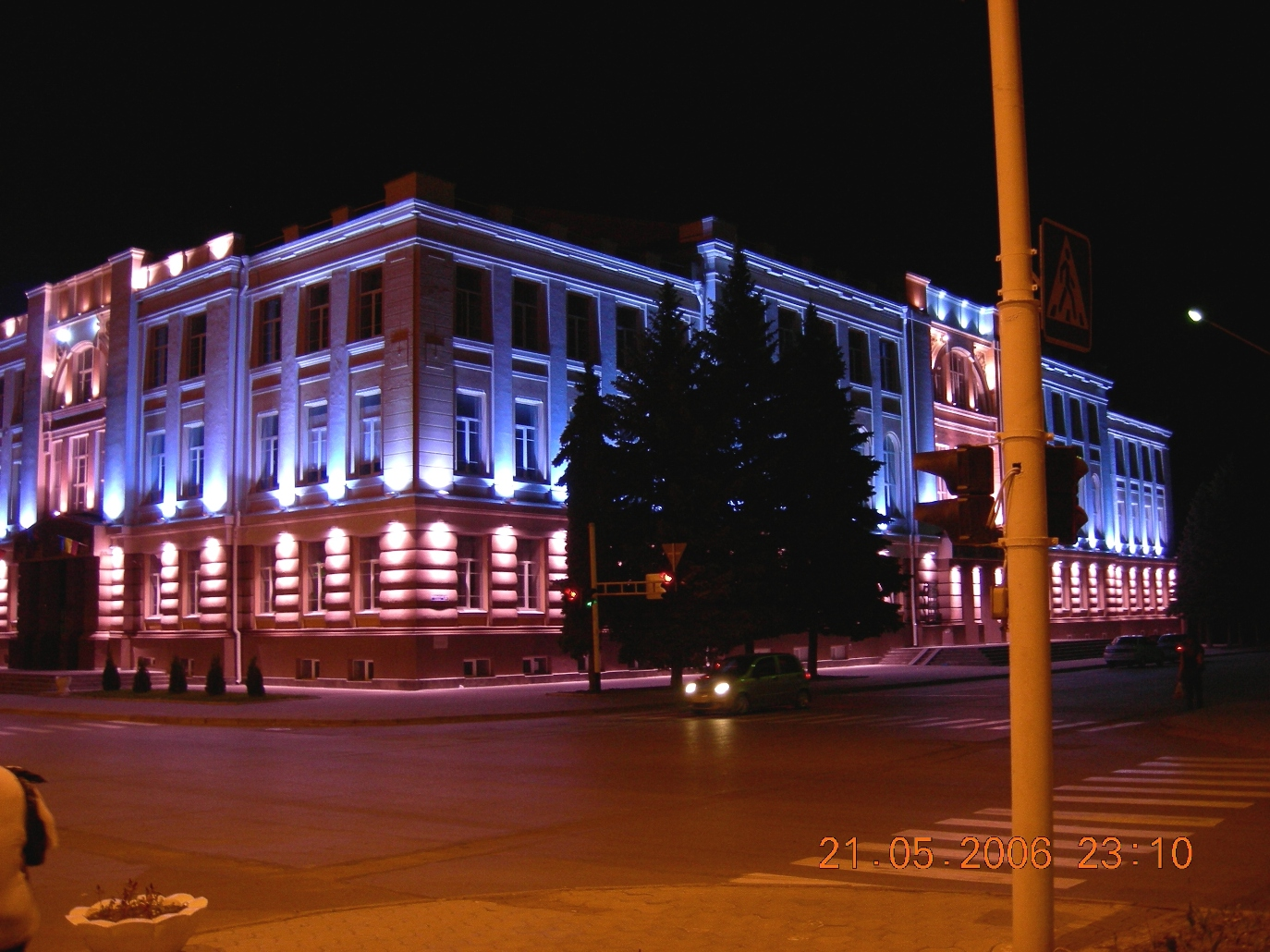

Донской театр драмы и комедии имени В. Ф. Комиссаржевской. Здание построено в стиле позднего модерна в 1909 году по проекту академика архитектора А. Н. Бекетова для Областной судебной палаты. С 1920 года его занимал Дворец труда, часть которого в 1925 году была выделена под Дом офицеров. В годы Великой Отечественной войны здание было частично разрушено и сильно пострадало от пожара. Обезображенный остов простоял в таком виде 20 лет. В 1965 году, после завершения восстановительных работ (первоначальный вид здания при этом существенно изменился) сюда вселились городской Дом культуры и городской драматический театр им. В. Ф. Комиссаржевской. Это имя театру было присвоено в 1964 году по случаю 100-летия со дня рождения актрисы. В новочеркасском театре она дебютировала в 1893 году и выступала в нём всего один сезон.

### Атаманская улица 38

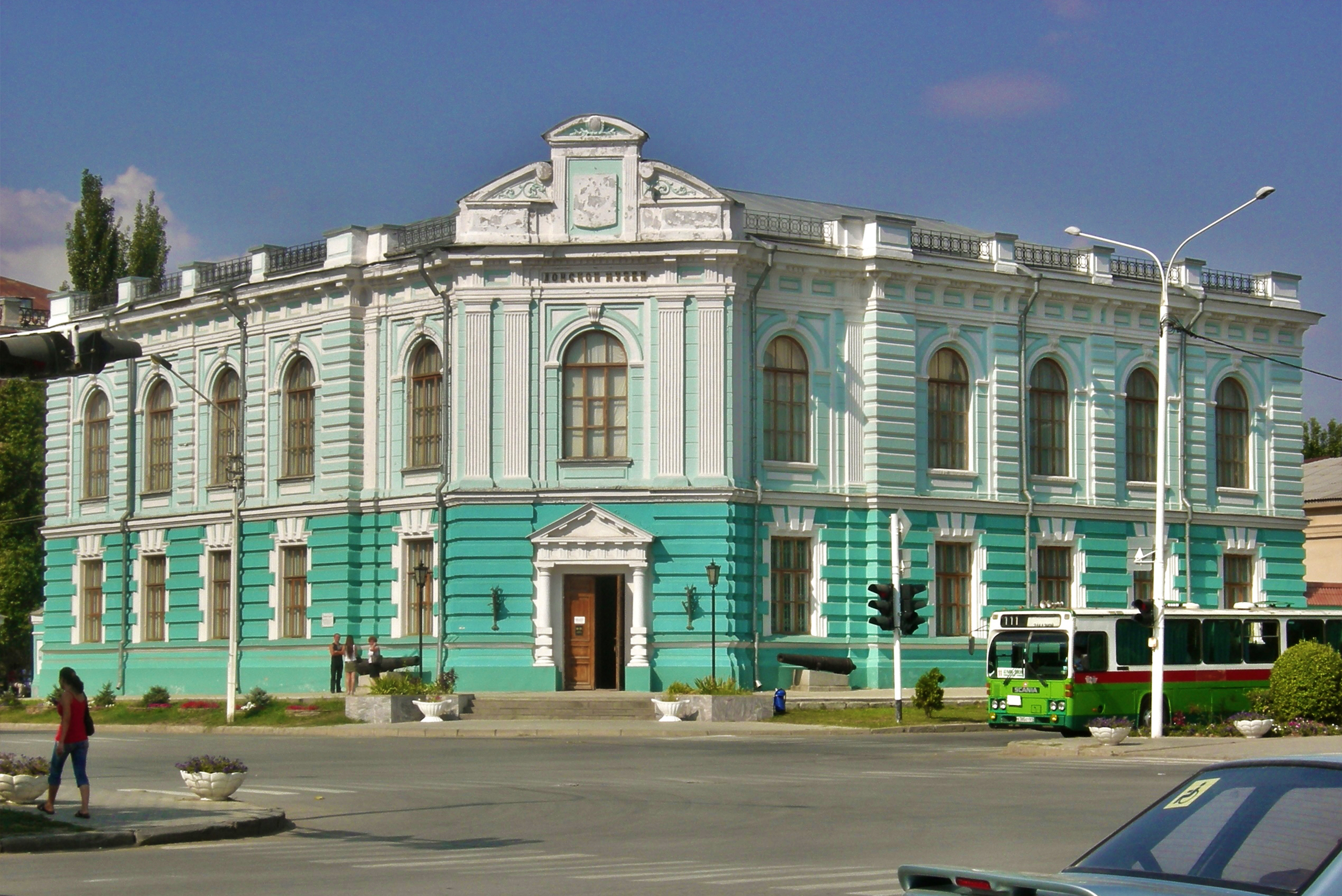

Главное здание Новочеркасского музея истории Донского казачества. Построено в 1884—1899 годах по проекту архитектора А. А. Ященко. Коллекция музея насчитывает 150 тысяч экспонатов, рассказывающих об истории, быте, военных походах казаков. В экспозиции представлена живопись донских художников.

### Атаманская улица 39

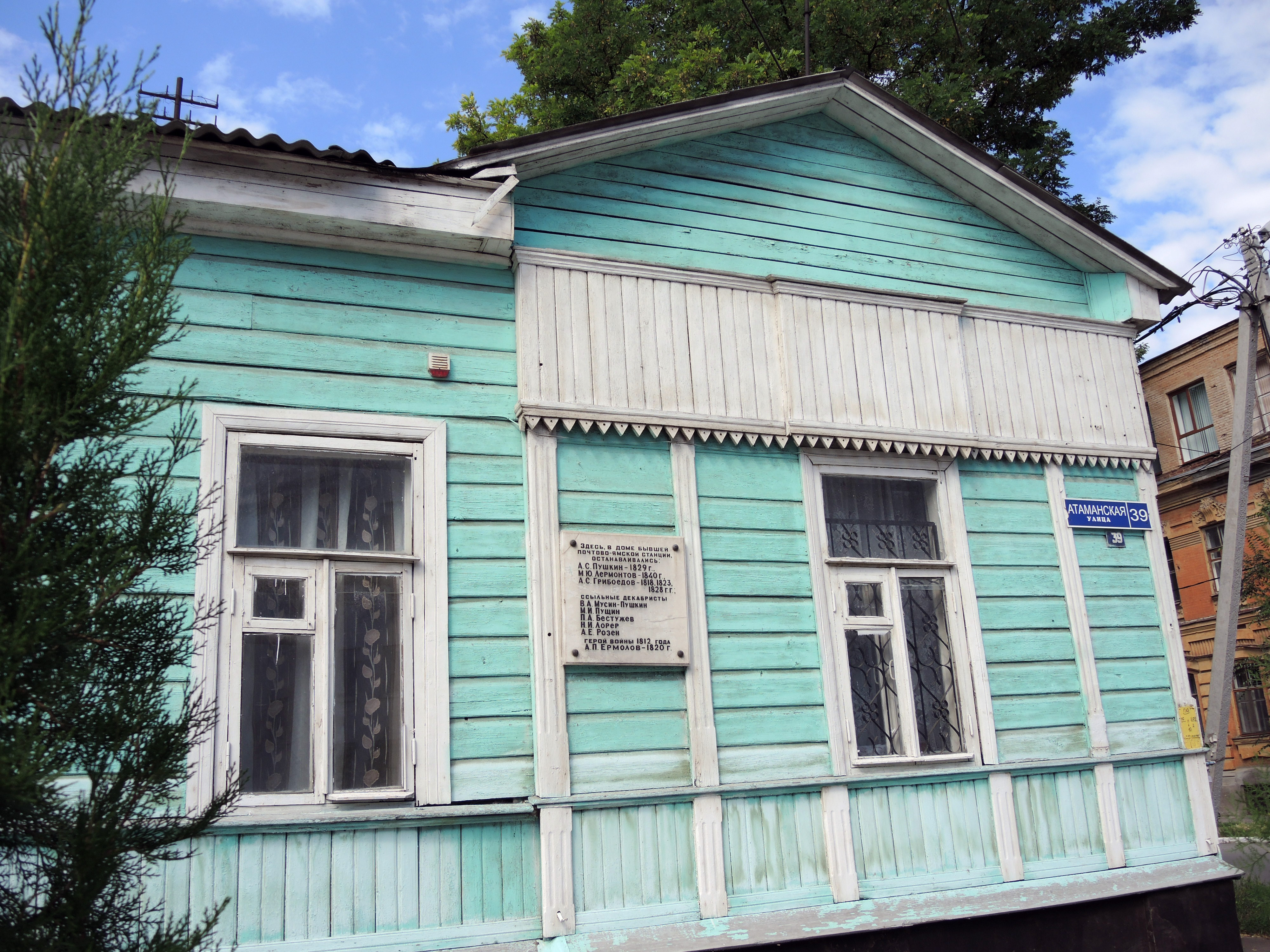

Почтово-ямская станция. Одноэтажное деревянное здание было построено в первой половине XIX века, что делает его одним из старейших сохранившихся строений Новочеркасска. На станции останавливались А. С. Пушкин и М. Ю. Лермонтов. Здание является объектом культурного наследия местного значения.

### Атаманская улица 40

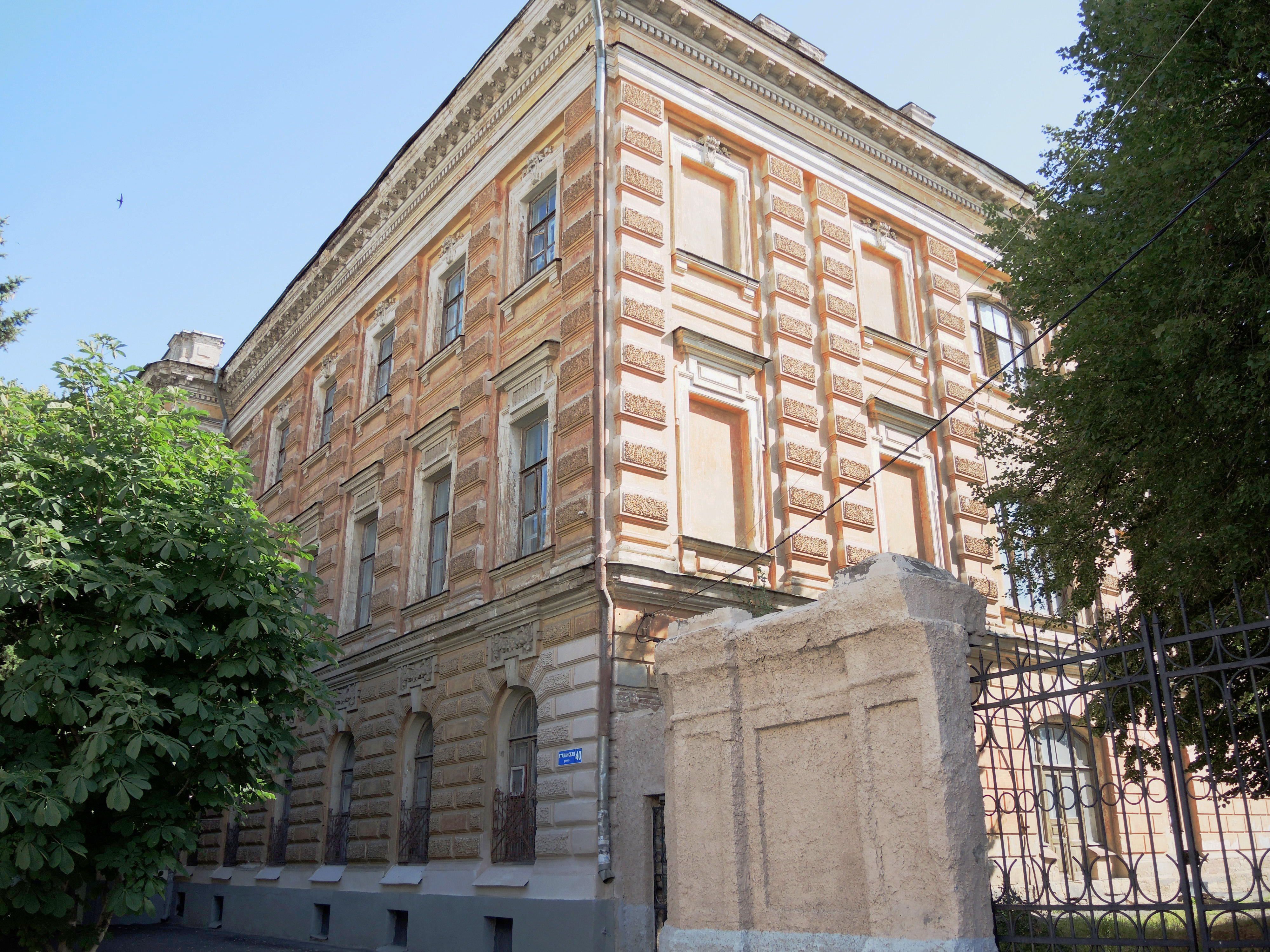

Здание бывшей Мариинской женской гимназии — творение академика архитектуры А. А. Ященко построено в 1882 году. В советское время здание занимал Ростовский сельскохозяйственный техникум по подготовке руководящих кадров колхозов и совхозов. Находился здесь и штаб Союза казачьих войск России и зарубежья. В настоящее время в здании располагается учебный корпус аграрного техникума.

### Атаманская улица 41

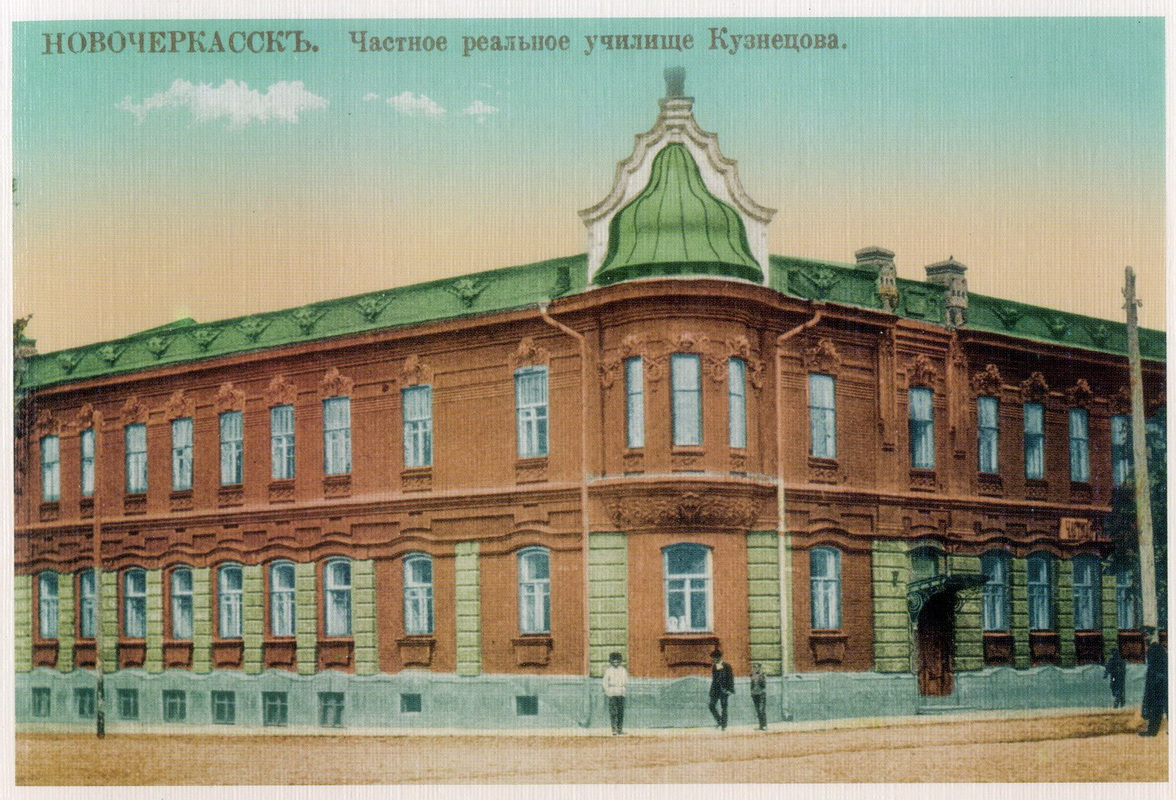

Школа № 5. До революции здесь находилось реальное училище Кузнецова. Потом тут разместился Донской землеустроительно-мелиоративный техникум (ныне аграрный). В 1935 году техникум перевели в здание бывшей школы Общества торговых казаков, а это отдали общеобразовательной школе. Исторический облик сохранён отчасти. К первоначально двухэтажному зданию в стиле эклектика был добавлен ещё один этаж, лишённый каких-либо архитектурных излишеств. В результате оказалась утрачена мансардная крыша с куполом.

### Атаманская улица 42

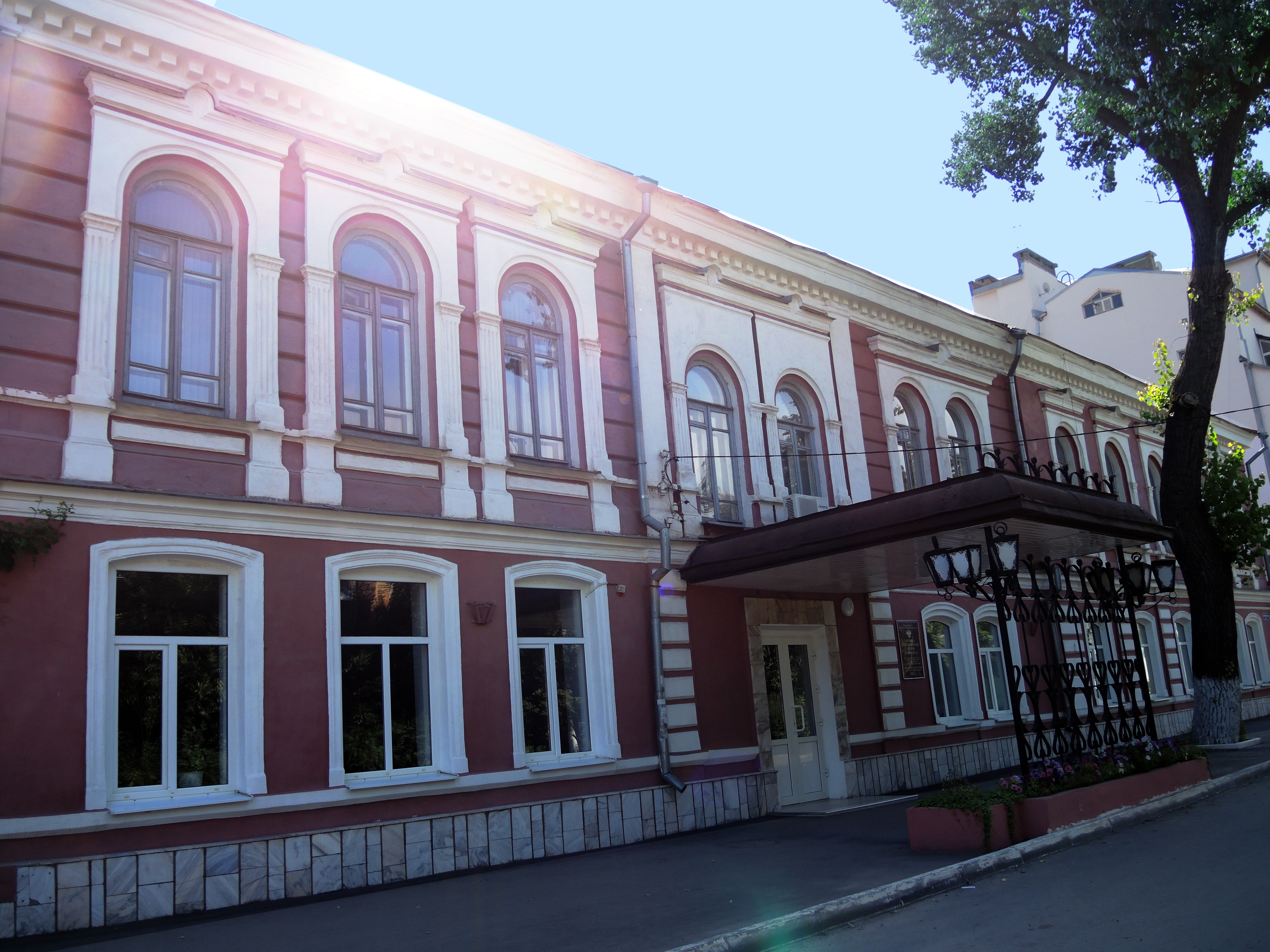

Ростовский институт переподготовки кадров агробизнеса Здание построено во второй половине XIX века. В 1880 году в нём открылась частная женская гимназия А. Д. Дувакиной, которая была открытым учебным заведением, доступным для детей всех сословий. В советское время здание занимали: мелиоративный, потом зооветеринарный техникумы .

### Атаманская улица 46

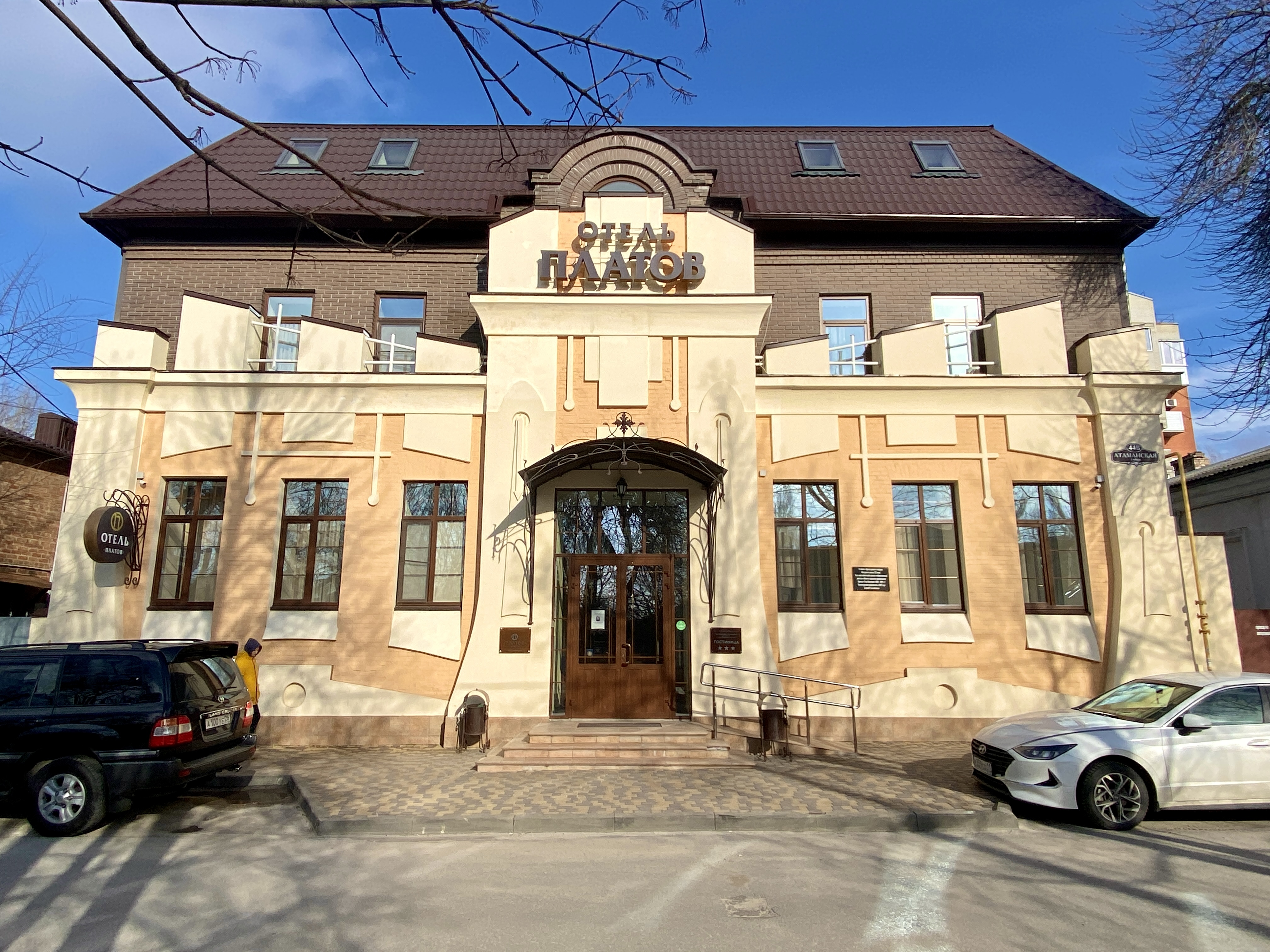

Особняк Криндача, построенный в начале XX века. 

### Атаманская улица 55
Старинный двухэтажный жилой дом, фасад, выходящий на улицу, обильно украшен лепниной: пилястрами по бокам и прямыми сандриками над окнами

### Атаманская улица 61

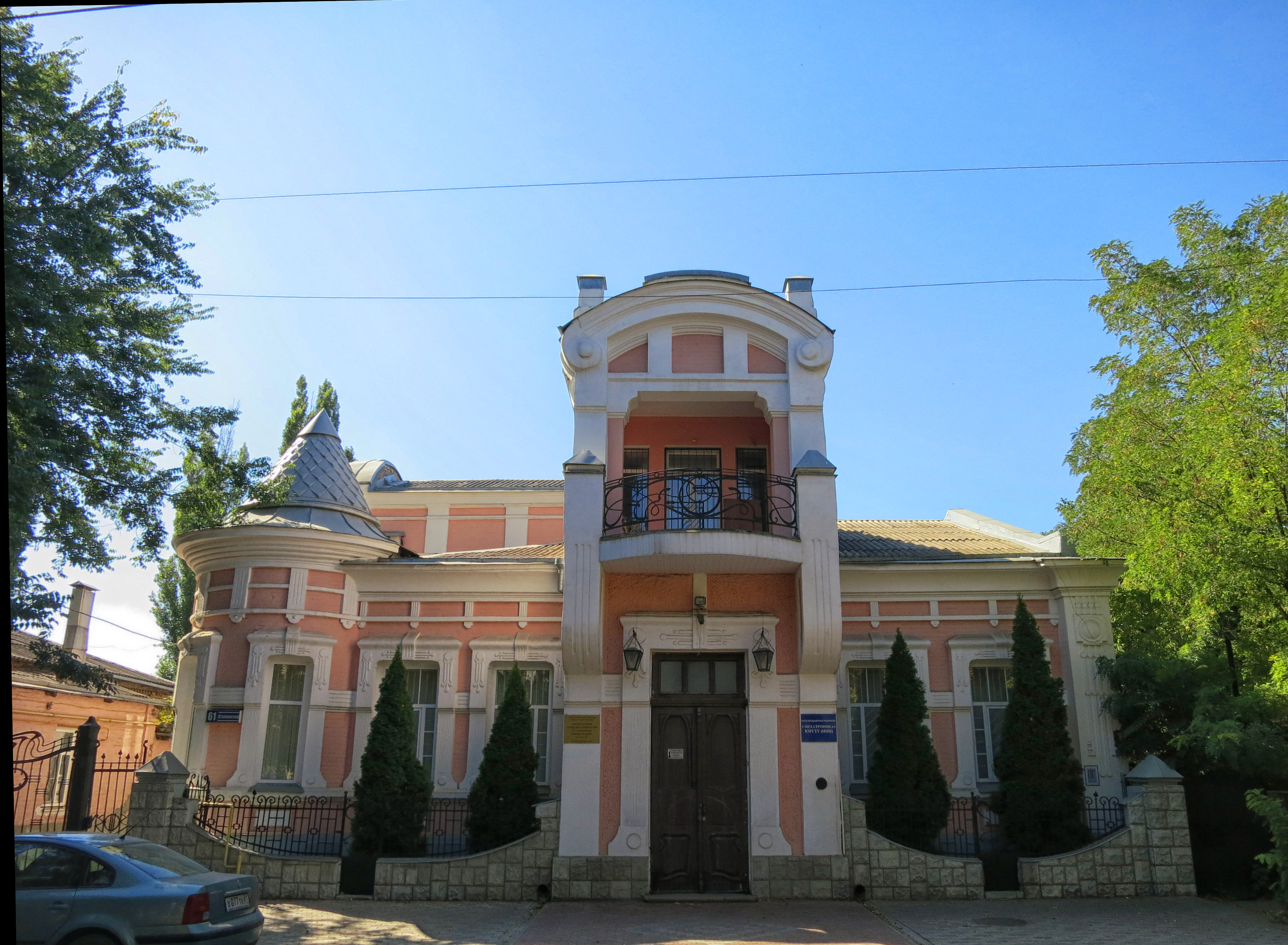

«Дом учёных». В 1909 году инженер строительного отдела областного правления Войска Донского Г. М. Сальников по собственному проекту построил для себя особняк в стиле позднего модерна. Позже, работая на кафедре архитектуры Донского политехнического института, Георгий Михайлович передал свой дом под библиотеку института, а сам переселился в дворовой флигель. Библиотека вскоре стала культурным центром вуза, и дом Сальникова получил известность как Дом ученых, где преподаватели-политехники отдыхали и работали. В годы перестройки особняк занял городской комитет профсоюзов, а в 1993 году тогдашний мэр Н. И. Присяжнюк передал его в аренду казакам. Десять лет здесь размещалось Атаманское правление Новочеркасского казачьего округа Всевеликого войска Донского. В 2004 году здание было отреставрировано. 